# Markopil, Brodî
Markopil (în ucraineană Маркопіль) este localitatea de reședință a comunei Markopil din raionul Brodî, regiunea Liov, Ucraina.

## Demografie
Componența lingvistică a localității Markopil
     Ucraineană (100%)
Conform recensământului din 2001, toată populația localității Markopil era vorbitoare de ucraineană (100%).